# Isaac Burns Murphy
Isaac Burns Murphy, född 6 januari 1861, död 16 februari 1896, var en amerikansk Hall of Fame-jockey, som anses vara en av de största ryttarna i amerikansk galoppsportshistoria. Murphy vann tre upplagor av Kentucky Derby och var den första jockeyn som valdes in i National Museum of Racing och Hall of Fame vid dess skapelse 1955.
Murphy avled av hjärtsvikt den 16 februari 1896 i Lexington, Kentucky. Medan hans begravning deltog av över 500 medlemmar av samhället, glömdes hans omärkta grav på African Cemetery nr 2 med tiden. Under 1960-talet tillbringade Frank B. Borries Jr., en presspecialist från University of Kentucky, tre år på att leta efter gravplatsen och 1967 flyttades Murphy bredvid Man o' War. Då Kentucky Horse Park byggdes, flyttades hans kvarlevor för att begravas igen bredvid Man o' War vid ingången till parken.
Enligt sina egna beräkningar vann Murphy 628 av sina 1 412 starter, vilket gav en segerprocent på 44% som aldrig har motsvarats, och ett rekord om vilket Hall of Fame-jockeyn Eddie Arcaro sa: "Det finns ingen chans att hans segerprocent någonsin kommer att överträffas." Genom en senare beräkning av ofullständiga uppgifter tog Murphy 530 vinster på 1 538 starter, vilket fortfarande gör hans segerprocent till 34%.
1955 valdes han in i Jockeys Hall of Fame i Saratoga, New York. 1940 hedrades Murphy med en av de 33 dioramabilderna som visades på American Negro Exposition i Chicago. Sedan 1995 har National Turf Writers Association gett Isaac Murphy Award till jockeyn med den högsta vinstprocenten för året i nordamerikansk galoppsport (från ett minimum av 500 uppsittningar).